# Cosmosoma hanga
Cosmosoma hanga là một loài bướm đêm thuộc phân họ Arctiinae, họ Erebidae.